# NGC 6937
NGC 6937 је спирална галаксија у сазвежђу Индијанац која се налази на NGC листи објеката дубоког неба.
Деклинација објекта је - 52° 8' 38" а ректасцензија 20h 38m 45,8s. Привидна величина (магнитуда) објекта NGC 6937 износи 12,8 а фотографска магнитуда 13,5. NGC 6937 је још познат и под ознакама ESO 234-60, FAIR 349, AM 2035-521, IRAS 20350-5219, PGC 65125.